# Parabola dei due figli

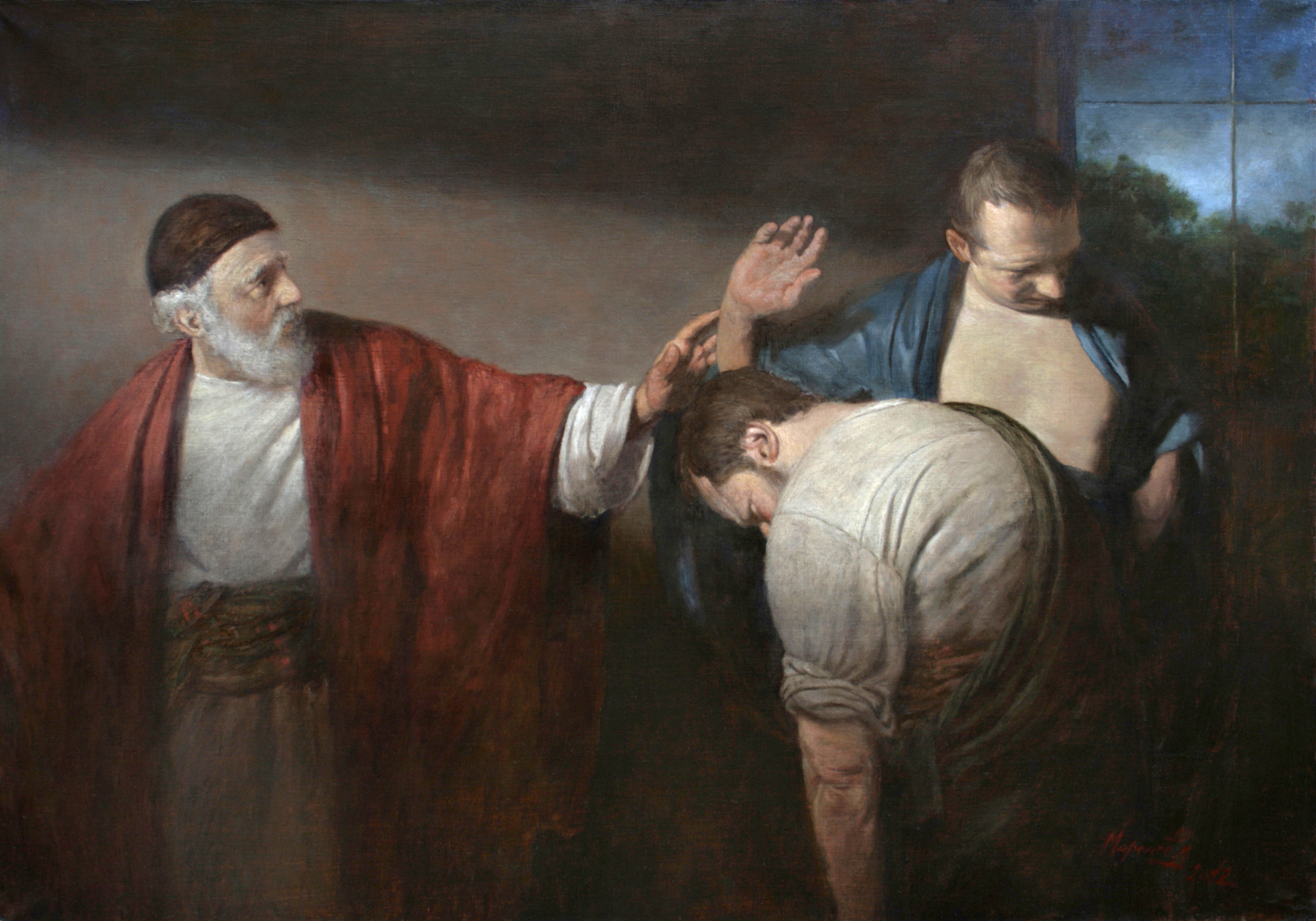
La parabola dei due figli, olio su tela, Andrei Mironov, 2012

La parabola dei due figli è una delle parabole di Gesù, riportata dal Vangelo secondo Matteo. Non va confusa con la parabola del figlio prodigo.

## Racconto evangelico
Gesù disse ai discepoli: «Che ve ne pare? Un uomo aveva due figli. Si avvicinò al primo e gli disse: "Figliolo, va a lavorare nella vigna oggi". Ed egli rispose: "Vado, signore"; ma non vi andò. Il padre si avvicinò al secondo e gli disse la stessa cosa. Egli rispose: "Non ne ho voglia"; ma poi, pentitosi, vi andò. Quale dei due fece la volontà del padre?» Essi gli dissero: «L'ultimo». E Gesù a loro: «Io vi dico in verità: I pubblicani e le prostitute entrano prima di voi nel regno di Dio».